# Хосе Марія Рейна Андраде
Хосе Марія Рейна Андраде (1860—1947) — гватемальський політик, виконував обов'язки президента країни узимку 1931 року.